# New England Clam Bake

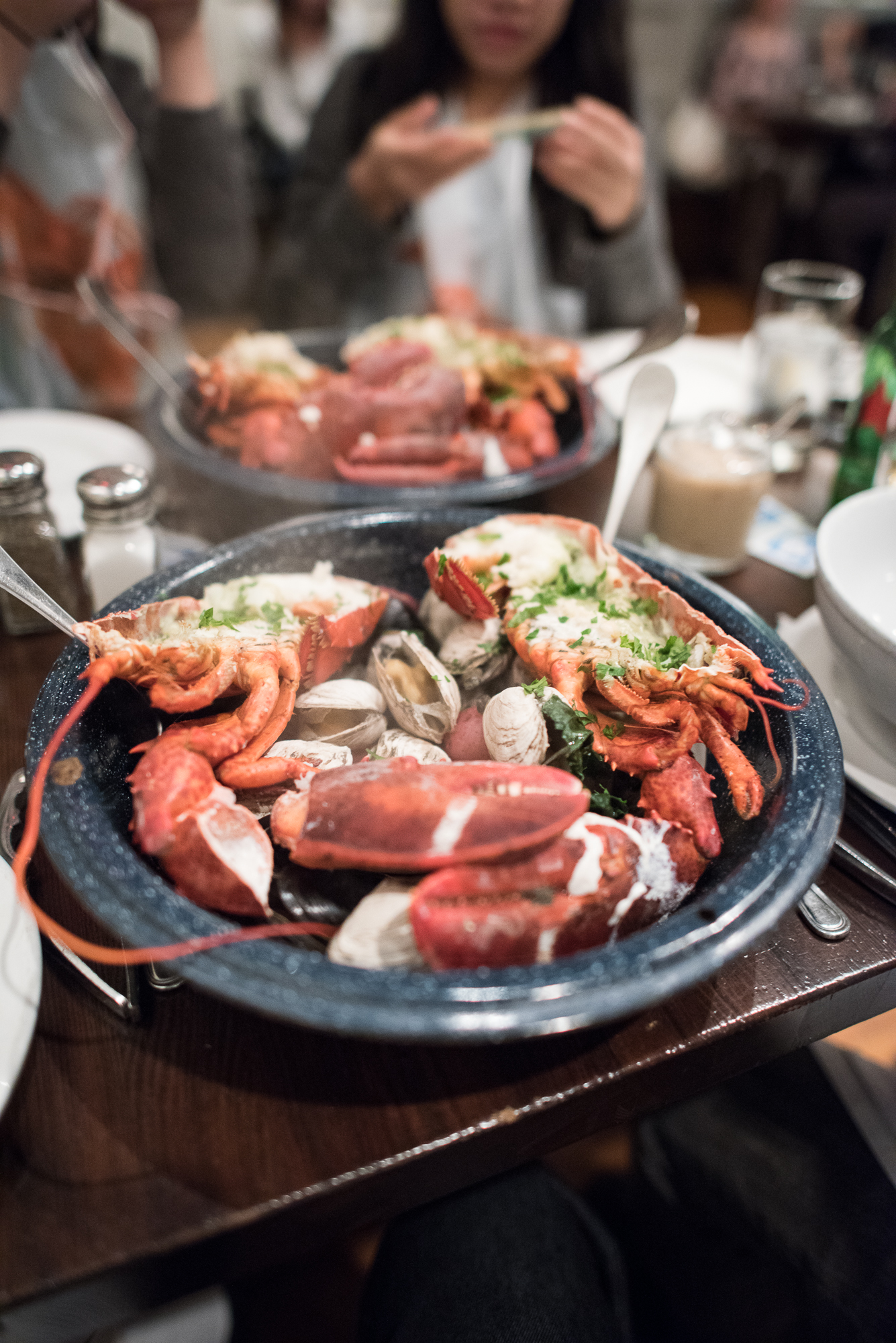
New England Clam Bake

Ein New England Clam Bake oder auch nur Clam Bake ist in Neuengland eine traditionelle Zubereitungsmethode von Schalentieren. In einem Erdofen am Strand werden dabei Hummer, Mies-, Sandklaff- und Venusmuscheln sowie Krebse gegart. Wesentlich ist die Zugabe von feuchtem Seetang. Zusätzlich zu den Schalentieren werden häufig Gemüse wie Zwiebeln, Karotten und Mais mitgegart. Clam Bakes werden häufig anlässlich von Festen oder bei Festivals veranstaltet.

## Vorgehensweise
Ein typischer Clam Bake beginnt mit dem Sammeln von Tang sowie von trockenem Treibholz. Meistens wird als Tang Knotentang verwendet. Für die Zubereitung der Schalentiere ist es essentiell, dass dieser Tang sehr nass bleibt. Es werden dann mittelgroße Steine direkt in einem Feuer erhitzt. Dafür wird direkt am Strand eine flache Grube gegraben, in der das Feuer entzündet wird. Die Steine müssen in diesem Feuer glühend heiß werden und das Feuer muss so schnell abbrennen, dass diese Steine nicht abgekühlt sind, wenn dann Tang und Schalentiere auf ihnen aufgeschichtet werden.
Sobald das Feuer abgebrannt ist, wird die Asche von den Steinen in die Zwischenräume zwischen den Steinen gefegt. Direkt auf die Steine wird der nasse Tang gelegt und darauf die zuzubereitenden Schalentiere. Bei großen Mengen zuzubereitender Lebensmitteln sind es mehrere Lagen Seetang und Schalentiere. Zum Schluss wird die aufgeschichtete Mischung aus Seetang und Schalentieren mit nasser Leinwand abgedichtet. Die Garzeit erstreckt sich über mehrere Stunden.
In einigen Gemeinden an der Küste Neuenglands ist die Veranstaltung von Clam Bakes direkt am Strand untersagt. Sie werden deswegen gelegentlich auch in Hinterhöfen veranstaltet. Alternativ werden die Schalentiere in einem großen Topf gedämpft. Für diese Zubereitungsweise wird meist der Begriff „New England Clam Boil“ verwendet.

## Einordnung
Die Verwendung von heißen Steinen beziehungsweise Erdöfen zur Zubereitung von Lebensmittel ist eine sehr alte Kochmethode, die der Verwendung von Kochgeschirr bei der Zubereitung von Lebensmitteln voranging. Die Küche der Vereinigten Staaten nutzt für traditionelle Anlässe nicht nur für den New England Clam Bake heiße Steine und Erdöfen. Auch beim hawaiianischen Lūʻau wird ein als Imu bezeichneter Erdofen genutzt, in dem Schweinefleisch gegart wird.

## Einzelbelege
1. 1 2  Entertaining.about.com: „Invite Your Friends to a New England Clambake (Memento des Originals vom 24. Dezember 2013 im Internet Archive)  Info: Der Archivlink wurde automatisch eingesetzt und noch nicht geprüft. Bitte prüfe Original- und Archivlink gemäß Anleitung und entferne dann diesen Hinweis.“. Abgerufen im Juli 2011.
2. ↑  Bee Wilson: Consider the Fork: A History of How We Cook and Eat. Penguin Books, London 2013, ISBN 978-0-14-104908-3. S. 28